# 拉斐尔
拉斐洛·桑齊奧·達·烏爾比諾（義大利語：Raffaello Sanzio da Urbino，1483年4月6日—1520年4月6日），通称拉斐尔（拉丁語：Raphael），意大利文艺复兴时期画家、建築師。與李奧納多·達文西和米開朗基羅合稱「文艺复兴三杰」。拉斐爾畫作向以「秀美」著稱，其筆下人物清秀，场景優美。
他的著名宗教畫「聖母系列」將宗教的虔誠和非宗教的美貌有機地融為一體；他的畫即使是《聖喬治大戰惡龍》的场面看起來也是平靜安詳的。他為梵蒂岡教宗居室創作的大型壁畫《雅典學院》是經典之作，將柏拉圖和亞里斯多德，基督教和異教，統統融合在一起，創造出和諧的场面。同时也創作出許多著名的肖像如《良十世像》。他的性情平和、文雅，和他的畫作一样。拉斐爾於1520年高燒猝逝於羅馬，終年37歲，葬於萬神廟。
他的畫作非常的多，也經營一個非常大的工作室，因此雖然37歲過世，但仍留下非常多作品。除了他早期在羅馬的期間外，很多他的畫都是由他畫草稿，再由工作室完成，這對畫的品質有相當的影響。他在生前相當有影響力，不過在羅馬以外的地方，他的作品主要因為協作版畫而出名。
拉斐尔死後，他在藝術界對手的米開朗基羅的影響力越來越大，後來到18世紀及19世紀，拉斐尔寧靜和諧風格的作品才再度受到重視。他的繪畫生涯可以分為三期，有三種不同的風格。第一期可以用喬爾喬·瓦薩里來描述，是他早年在翁布里亚的期間。第二期的時間大約有四年（1504–1508），他這段時間在佛羅倫斯吸收當地的美學傳統。第三期則是在他羅馬忙碌及勝利的12年，為二位教宗以及其親密友人的創作。

## 生平
拉斐爾出生於意大利東北威尼斯和罗马之间馬爾凱大区的一个小镇烏爾比诺（Urbino），父親是公爵的宮廷畫家。拉斐爾在父親的感染下，拉斐爾年幼時就對繪畫產生了極大的興趣。
拉斐爾之母於1491年逝世，當時拉斐爾只有八歲，父親在1494年8月1日过世，十一歲時成為孤兒，拉斐爾的正式監護人變成他唯一的叔叔。年幼時跟隨父親學習繪畫，後來轉為跟隨佩魯吉諾的畫室學習繪畫，在1500年出師。
在1504年，21歲的拉斐爾繪畫了《聖母的婚禮》。此作品甚至超越了佩鲁吉诺，不論是構圖或形象塑造也有創新。尤其是作品中聖母玛利亚及其丈夫聖若瑟的端庄、文雅、画面之平衡和背景描绘，均为罕见的作品。
1504年時，拉斐爾居留在佛羅倫斯，他受當地的共和政治、民主精神和人文主義思想所影響，同時亦學習李奧納多·達文西的構圖和米開朗基羅的人體表現和風格，使他的風格日漸成熟，從而迅速和兩人齊名。
他所繪畫的聖母畫像都以母性的溫柔以及青春健美，体现了人文主義思想。其中最有名的是《安西帝聖母》、《草地上的聖母》和《佛利諾的聖母》。1513年-1514年年繪畫的大型油画《西斯廷聖母》，由聖母和聖徒组成的三角形構圖，莊重均衡，聖母和耶穌表現了母爱的伟大。另外，《椅上聖母子》、《阿爾巴聖母》都是他完美無瑕的作品，與米開朗基羅的作品有強烈的對稱效果。
1508年，他被教宗儒略二世邀請繪畫梵蒂岡壁畫，其中位於簽字廳的壁画最傑出。这些壁画分别代表了神學、哲學、詩學和法學這四個人类精神活动，作品表現與建築裝飾的充分和諧，莊重顯明、豐富多彩。他在這段期間的重要作品還包括《埃利奥多罗被逐出神殿》、《波爾申納的彌撒》、《波尔戈的火警》、《加拉泰亚的凯旋》等。他在23歲時繪畫自畫像及《西斯廷聖母》。而代表作是描绘一位学者的《卡斯蒂廖内像》和描绘一位女郎的《披紗女子像》。在1520年的春天，已患重病的他仍在繪畫《耶稣显圣容》，最後因他逝世而未能完成。

## 影響
拉斐爾的古典西洋繪畫對後世畫家造成很大的影響。代表作《雅典學院》是裝飾在梵蒂岡教宗居室创作的大型壁畫。而他的建築風格也在此画中得以表現，特別是室內優美裝飾，給予後世很大的影響。另外，拉斐爾的「秀美」畫風，人物清秀，场景祥和，加上他將宗教的虔誠和非宗教的美貌有機地融為一體，將基督教和異教，统统融合在一起，创造出和谐的场面。

## 私生活及死因

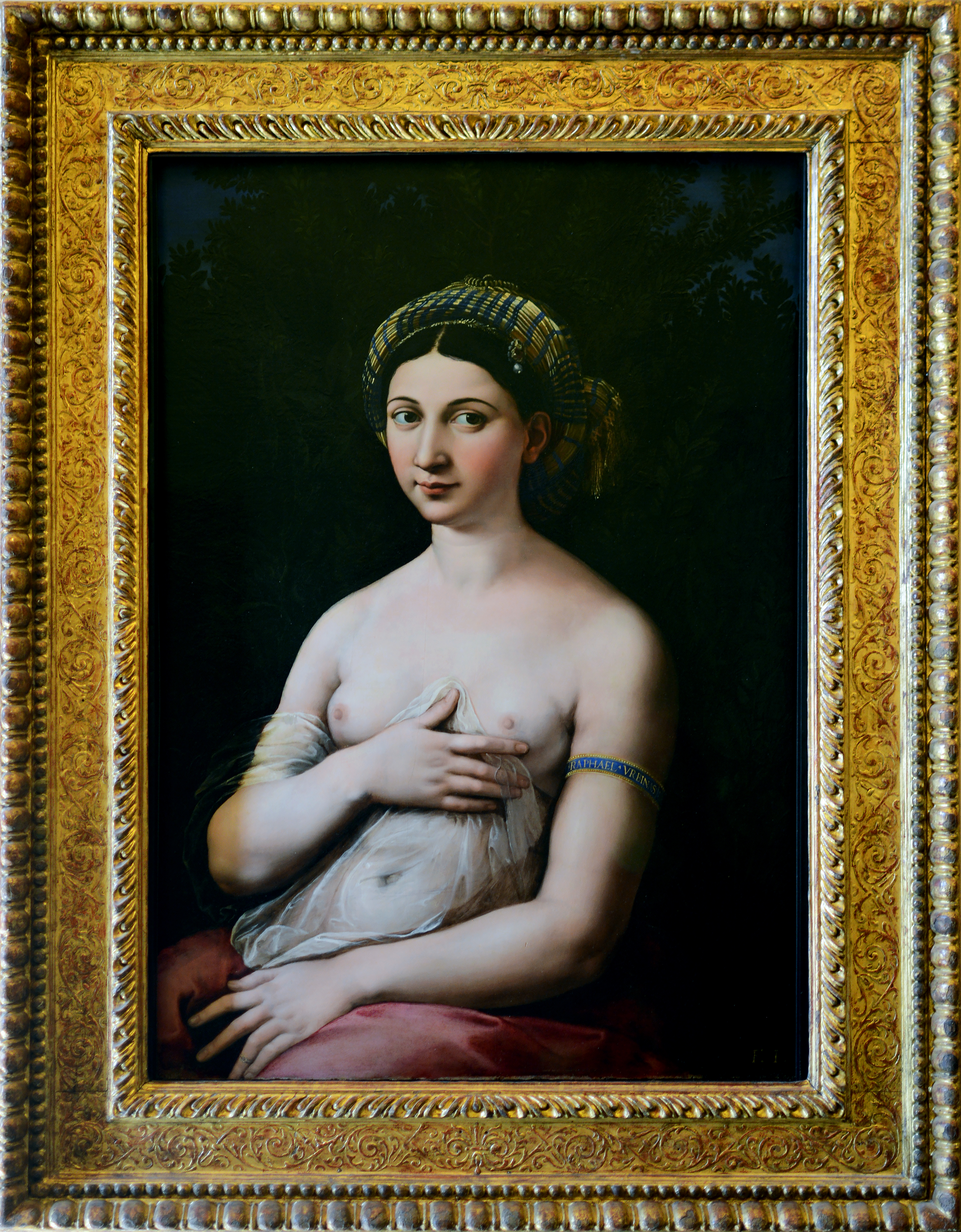
La Fornarina，拉斐尔的情妇

当时拉斐尔住在博尔戈，Bramante设计的恢弘宫殿中，拉斐尔一生未婚，但在1514年与Maria Bibbiena（美蒂奇樞機Bibbiena的侄女）订婚过。似乎拉斐尔是被身為友人的红衣主教说媒，因此对此事他也没什么热情，直到Maria Bibbiena在1520年去世也没成婚。据说他有许多绯闻，但在罗马的生活中，“La Fornarina”始终占据着永恒的位置，Margarita Luti——这位来自锡耶的罗马Governo Vecchio大街面包房主Francesco Luti的女儿。拉斐尔被教宗称为贴身男仆，这也给予他宫廷中的地位及其额外收入，也获得教宗赐予的黃金马刺骑士勋章。乔尔乔·瓦萨里声称，拉斐尔为当选樞機的雄心所迷惑，也有可能是受当时的教宗良十世怂恿，也许这也能在一定程度上解释了他推迟婚约的原因。
据Vasari所说，拉斐尔在耶稣受难日（1520年4月6日，很可能也是他37岁生日）的猝逝，是与Luti的过度纵欲导致，之后他发了高烧，却没告诉医生此事。医生的错误治疗致使其死亡。瓦萨里也认为拉斐尔生于耶稣受难节，但耶稣受难节在他出生的1483年是3月28日。
无论出于何种原因，拉斐尔病後只活了15天，他十分平静地接受了最后的仪式并安排了后事。画家委托忠诚的仆人Baviera，给情妇留下了足够的钱，并把画室里的大部分物品给了Giulio Romano与Penni。按照拉斐尔的要求，他葬于万神殿。
拉斐尔的葬礼十分隆重，有许多人参加。在他的大理石墓碑上，皮埃特羅·本博写下了墓志铭：“Ille hic est Raffael, timuit quo sospite vinci, rerum magna parens et moriente mori.”（拉丁语），意为“拉斐尔在此处安息。在他生前，大自然感到了败北的恐惧；而当他一旦溘然长逝，大自然又唯恐他死去。”

## 作品

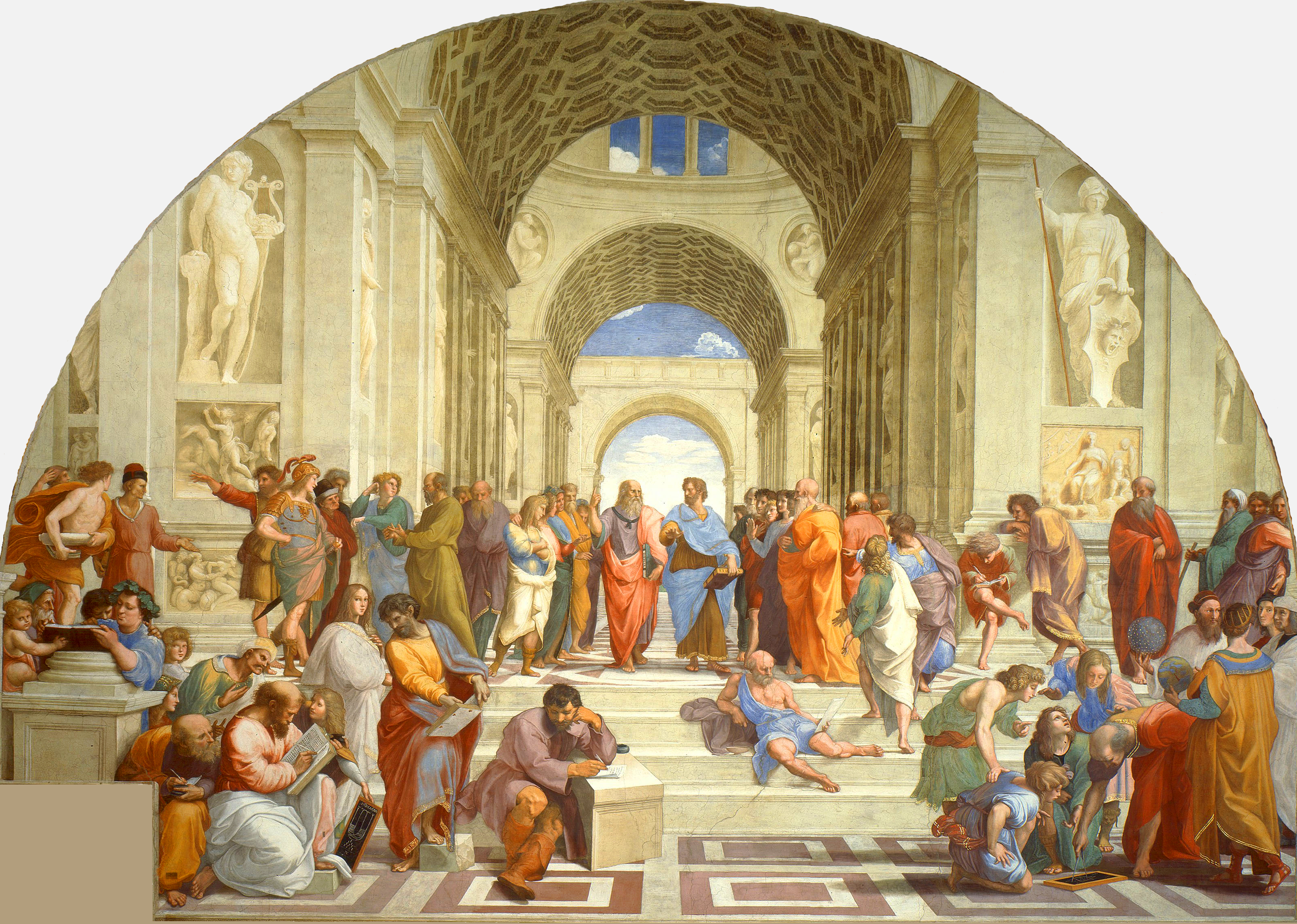
《雅典學院》（The School of Athens），1509年，收藏於梵蒂岡宮簽字大廳
《聖母子（英语：Small Cowper Madonna）》（The small Cowper Madonna），1505年，收藏於美國國家美術館
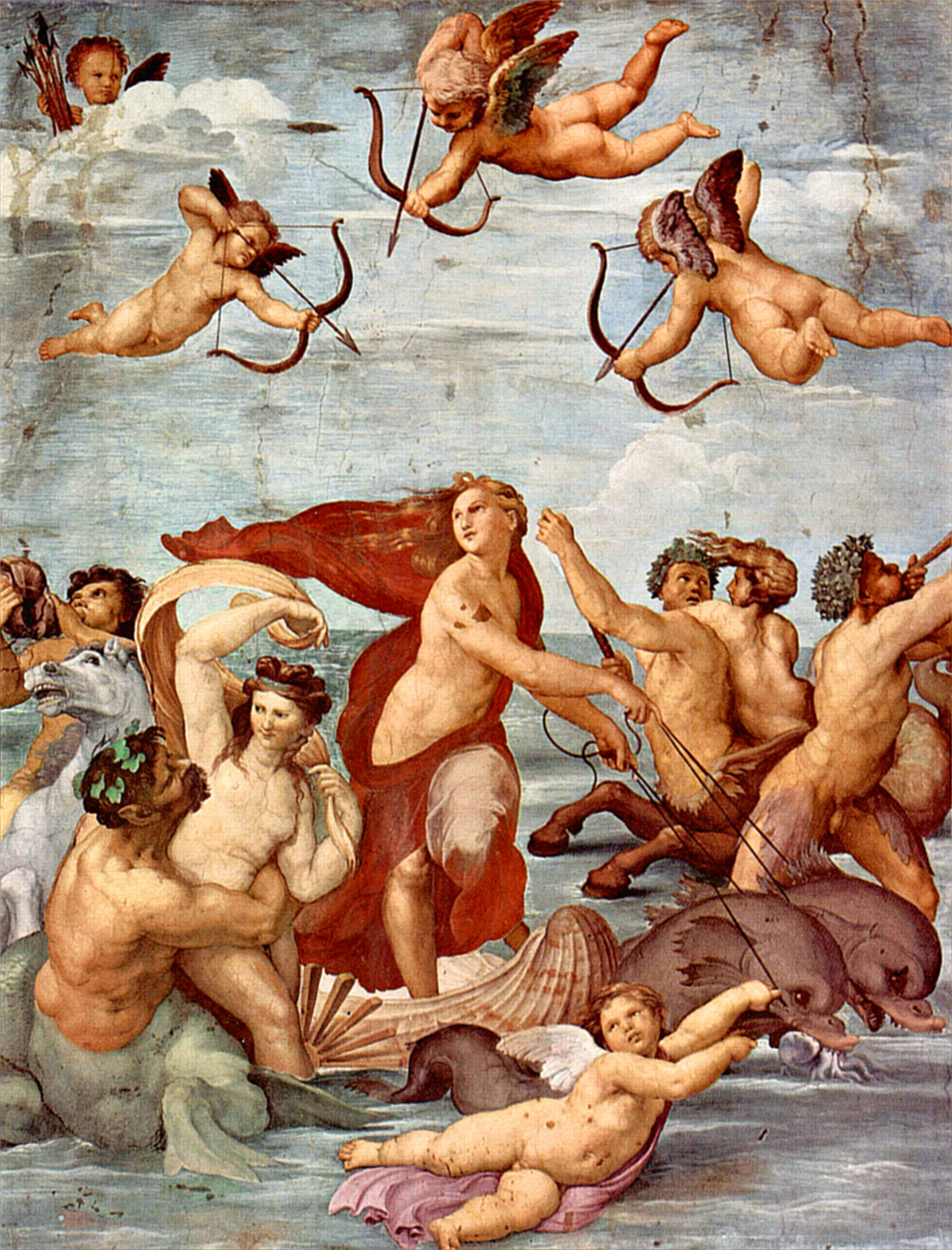
《嘉拉提亞的凱旋（英语：Galatea (Raphael)）》（The nymph Galatea），1512年-1514年，收藏於義大利羅馬法爾內西納別墅
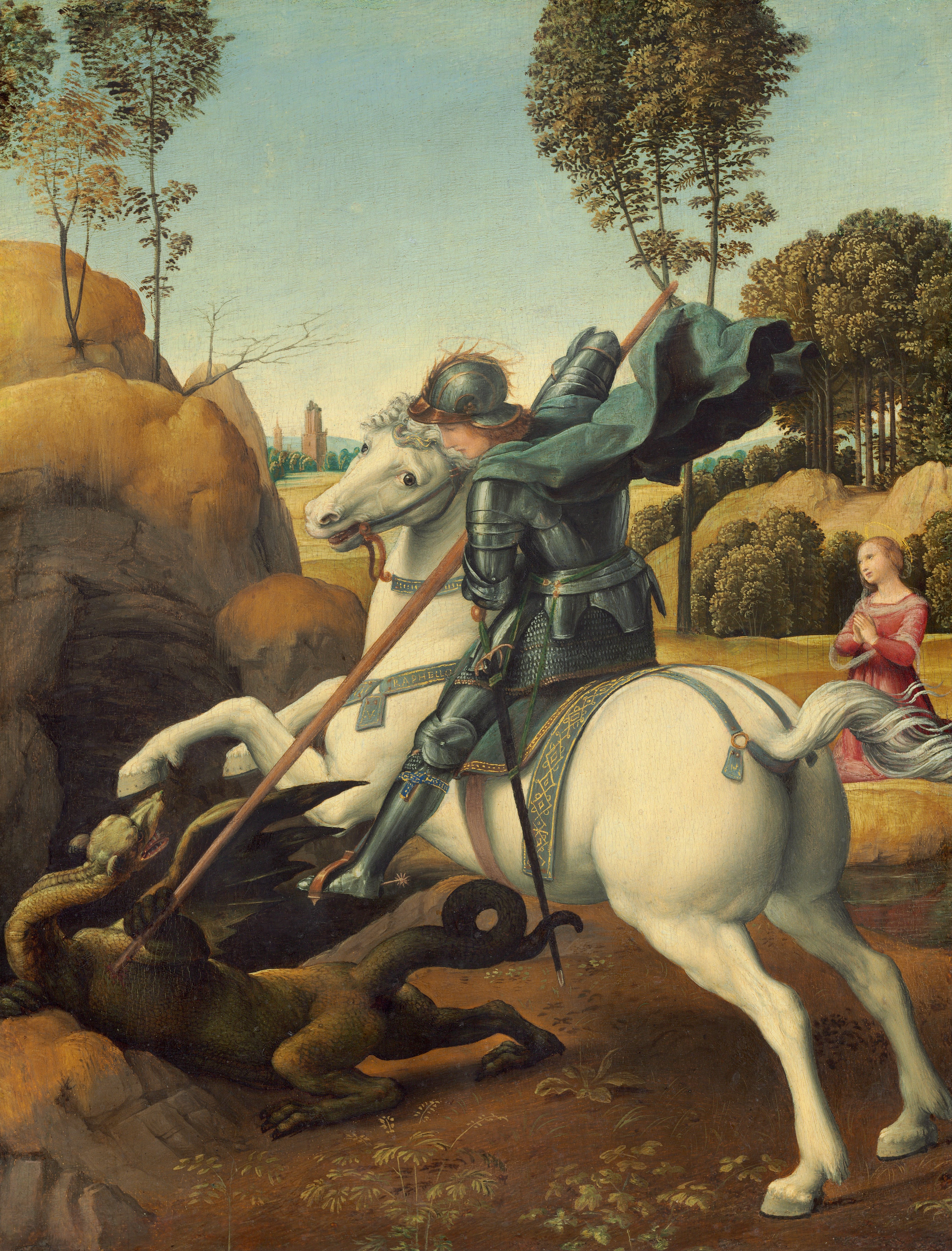
《聖喬治大戰惡龍（英语：Saint George and the Dragon (Raphael)）》（Saint George and the Dragon），1506年，收藏於美國國家美術館
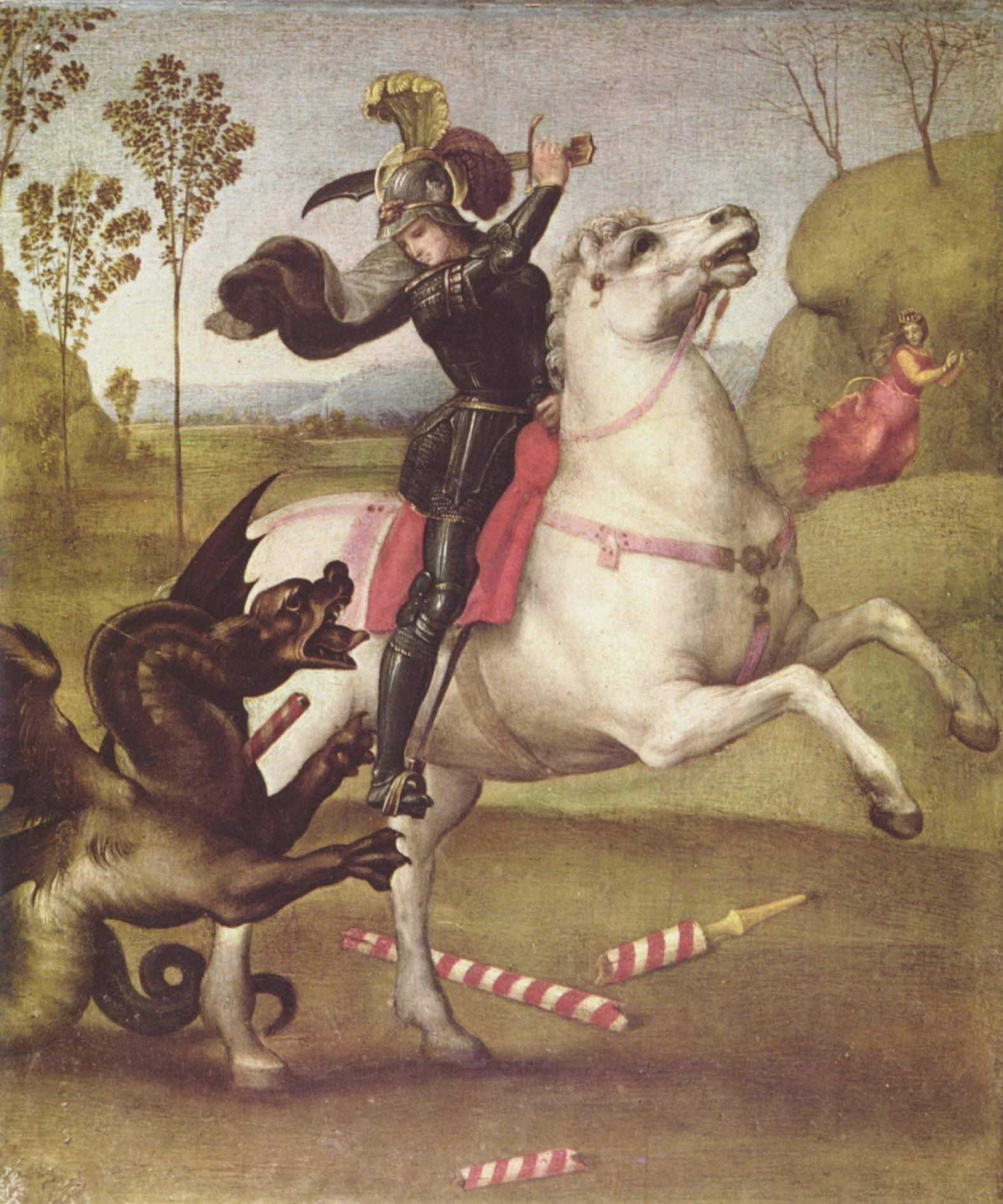
《聖喬治》（St. George），1505年，收藏於羅浮宮
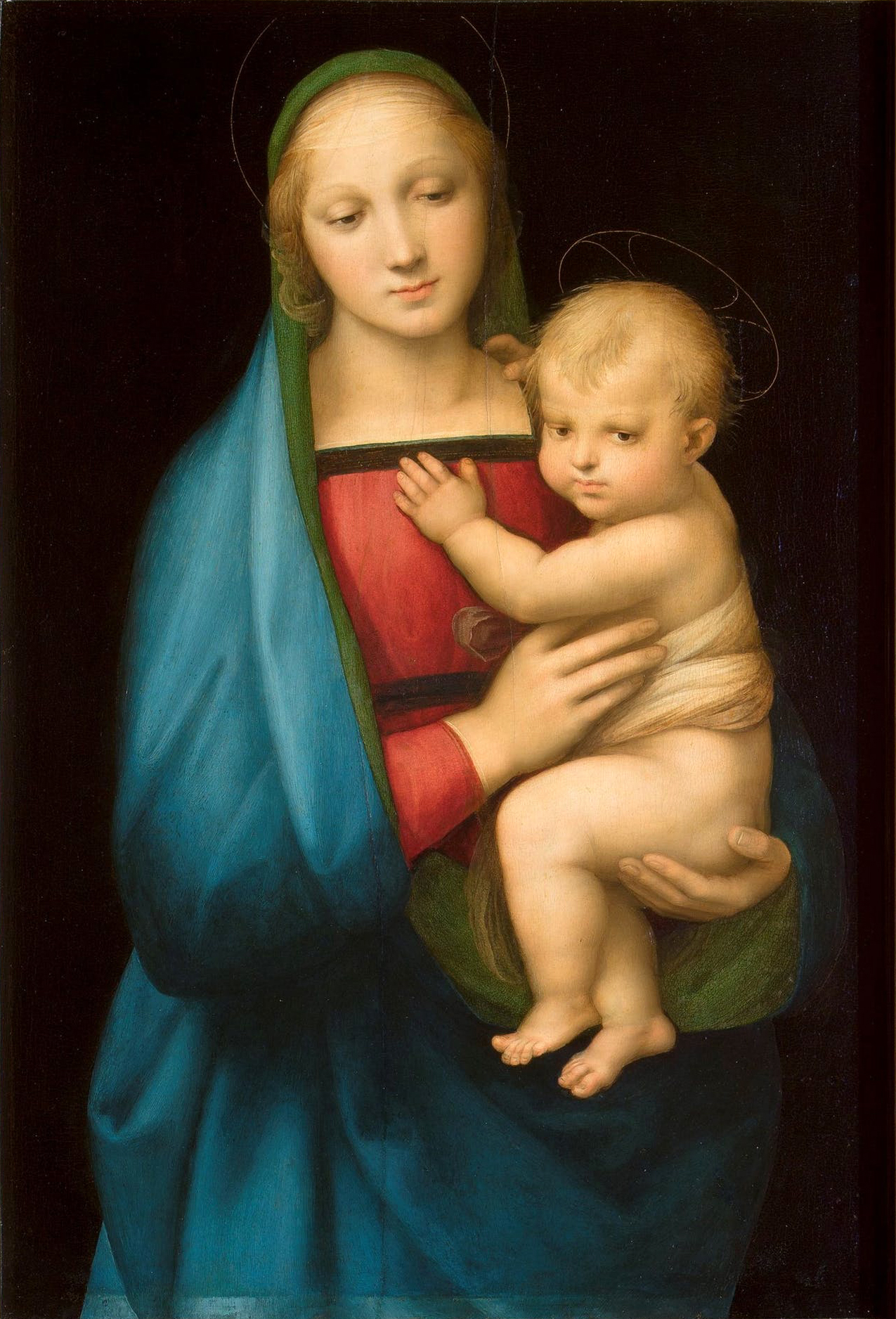
《聖母與聖子（英语：Madonna del Granduca）》（Madonna dell Granduca），1505年，收藏於佛羅倫斯碧提宫
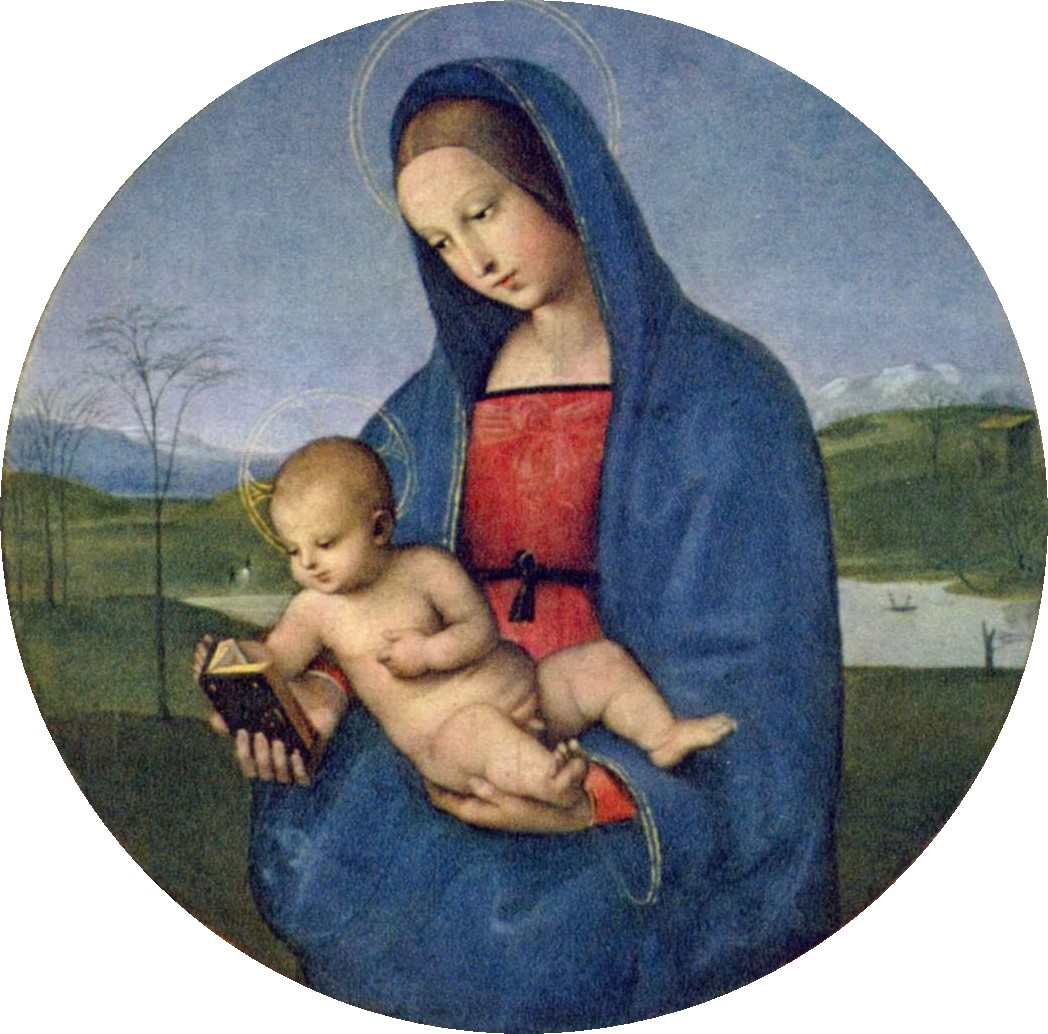
《康那斯聖母（英语：Conestabile Madonna）》（The Virgin and Child（The Madonna Conestabile）），1504年，收藏於俄羅斯聖彼得堡埃爾米塔日博物館
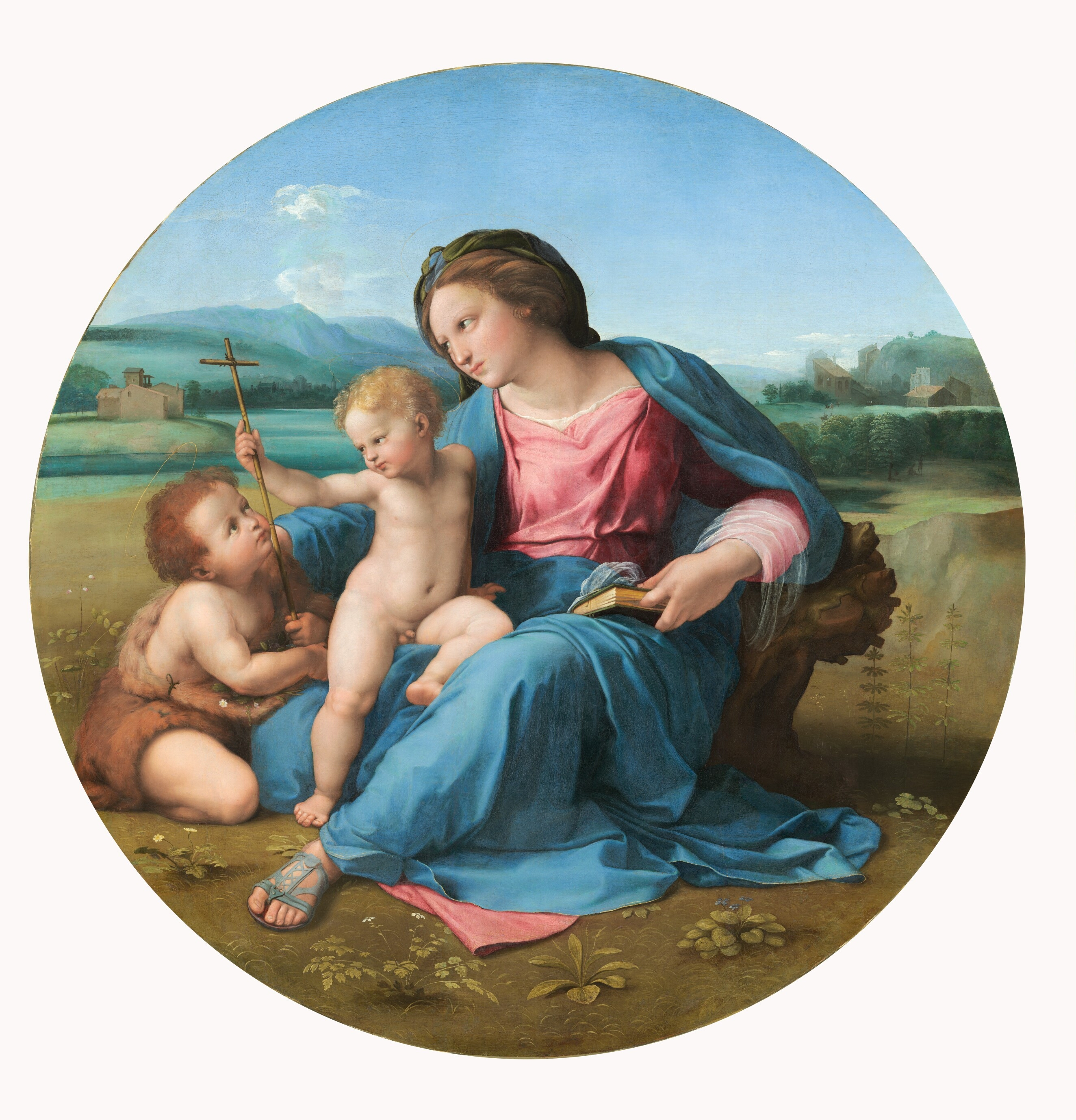
《阿爾巴聖母（英语：Alba Madonna）》（The Alba Madonna），1510年，收藏於美國國家美術館
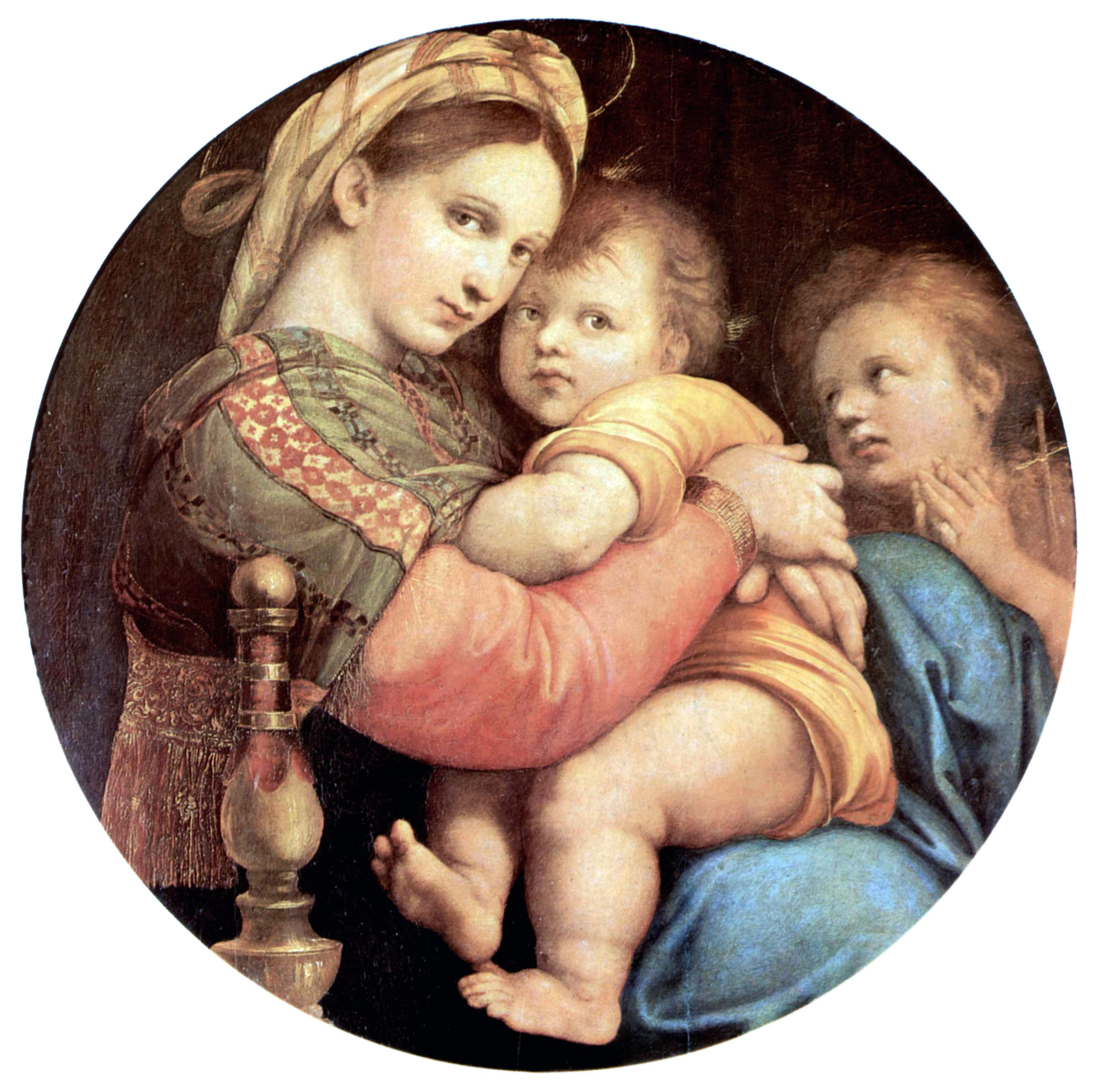
《椅上聖母子（英语：Madonna della seggiola）》（Madonna della Seggiola（Sedia）），1514年，收藏於義大利佛羅倫斯帕拉提納美術館
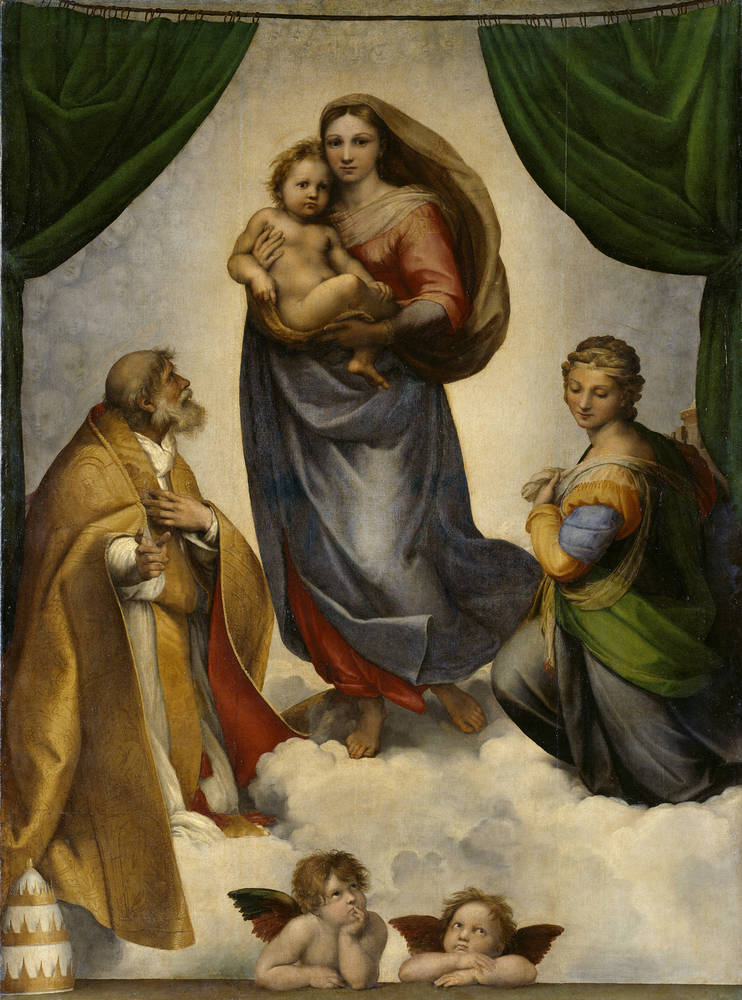
《西斯廷聖母》（The Sistine Madonna），1513年-1514年，收藏於德國德勒斯登藝術博物館
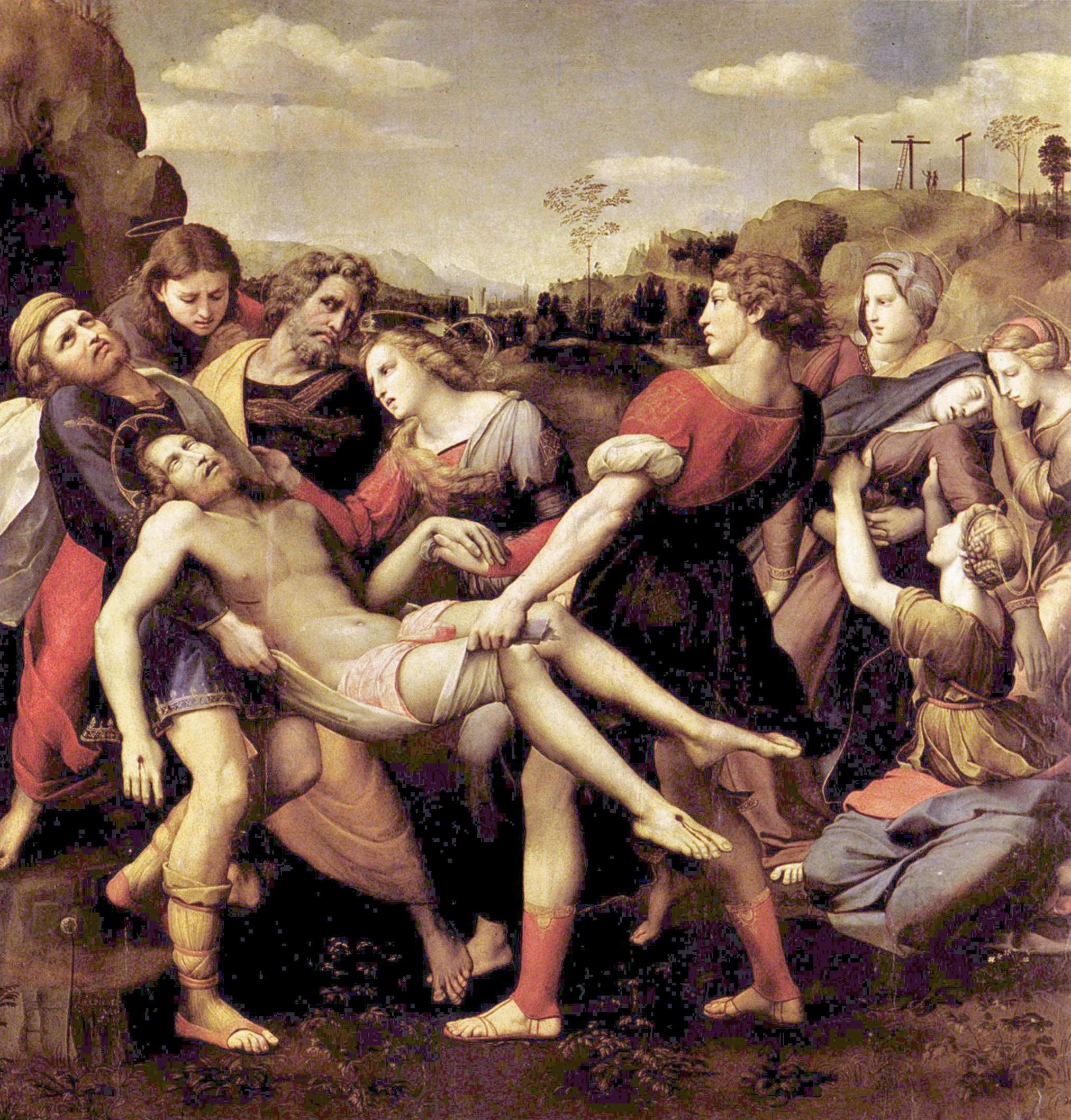
《基督被解下十字架（英语：The Deposition (Raphael)）》（The Deposition），1507年，收藏於義大利羅馬博爾蓋塞美術館
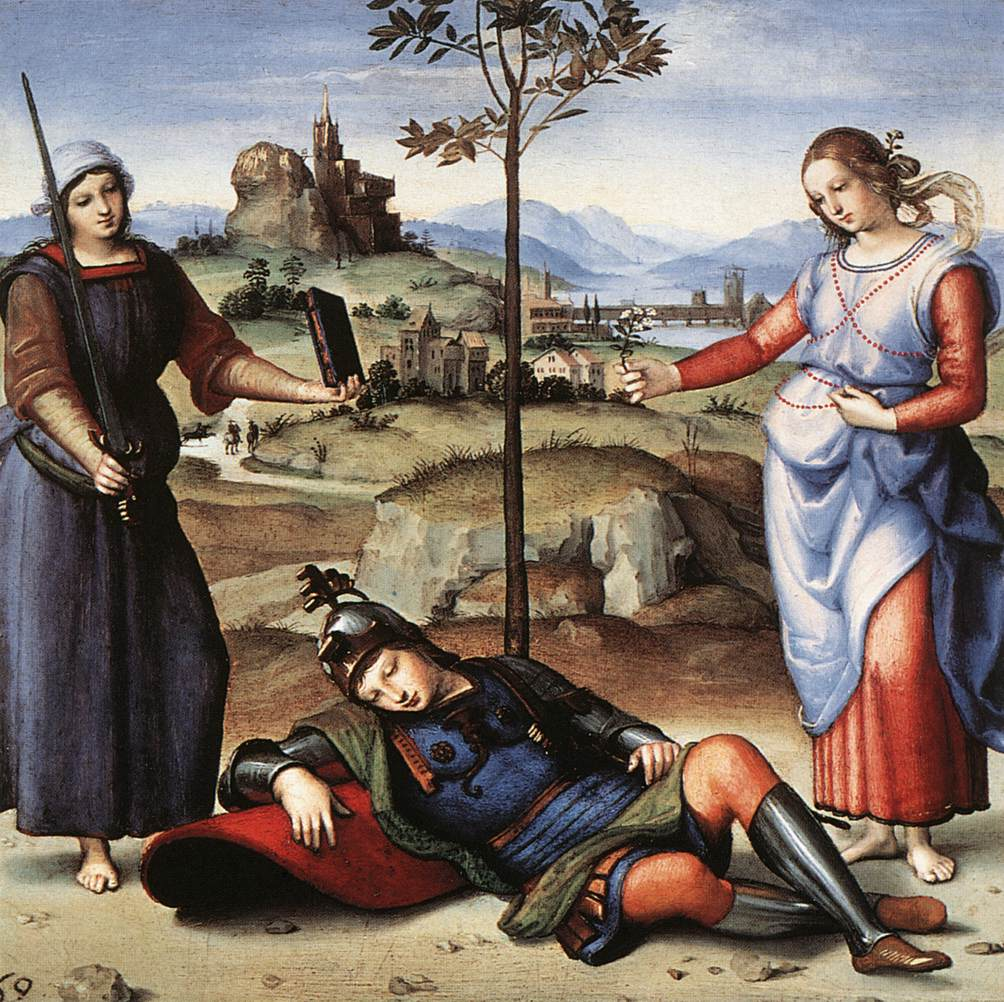
《寓言（英语：Vision of a Knight (Raphael)）》（Allegory（Vision of a Knight）），1504年，收藏於英國國家美術館
《紳士畫像（英语：Portrait of Balthasar Castiglione (Raphael)）》（Baltazar Castiglione），1514年-1515年，收藏於羅浮宮[8]
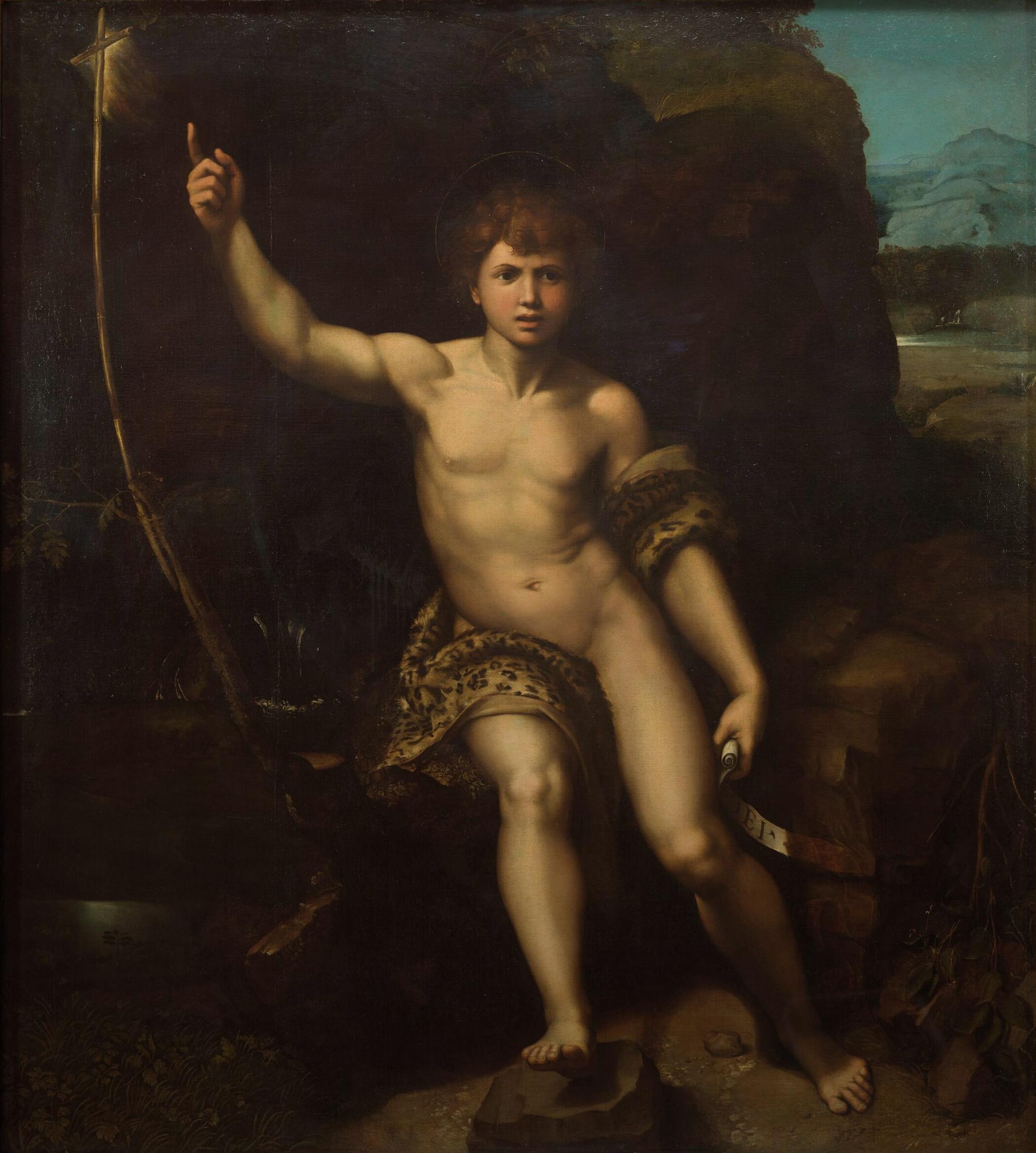
《聖約翰沙漠洗禮》（Saint John the Baptist in the Desert），1518年-1520年，收藏於佛羅倫斯烏菲茲美術館
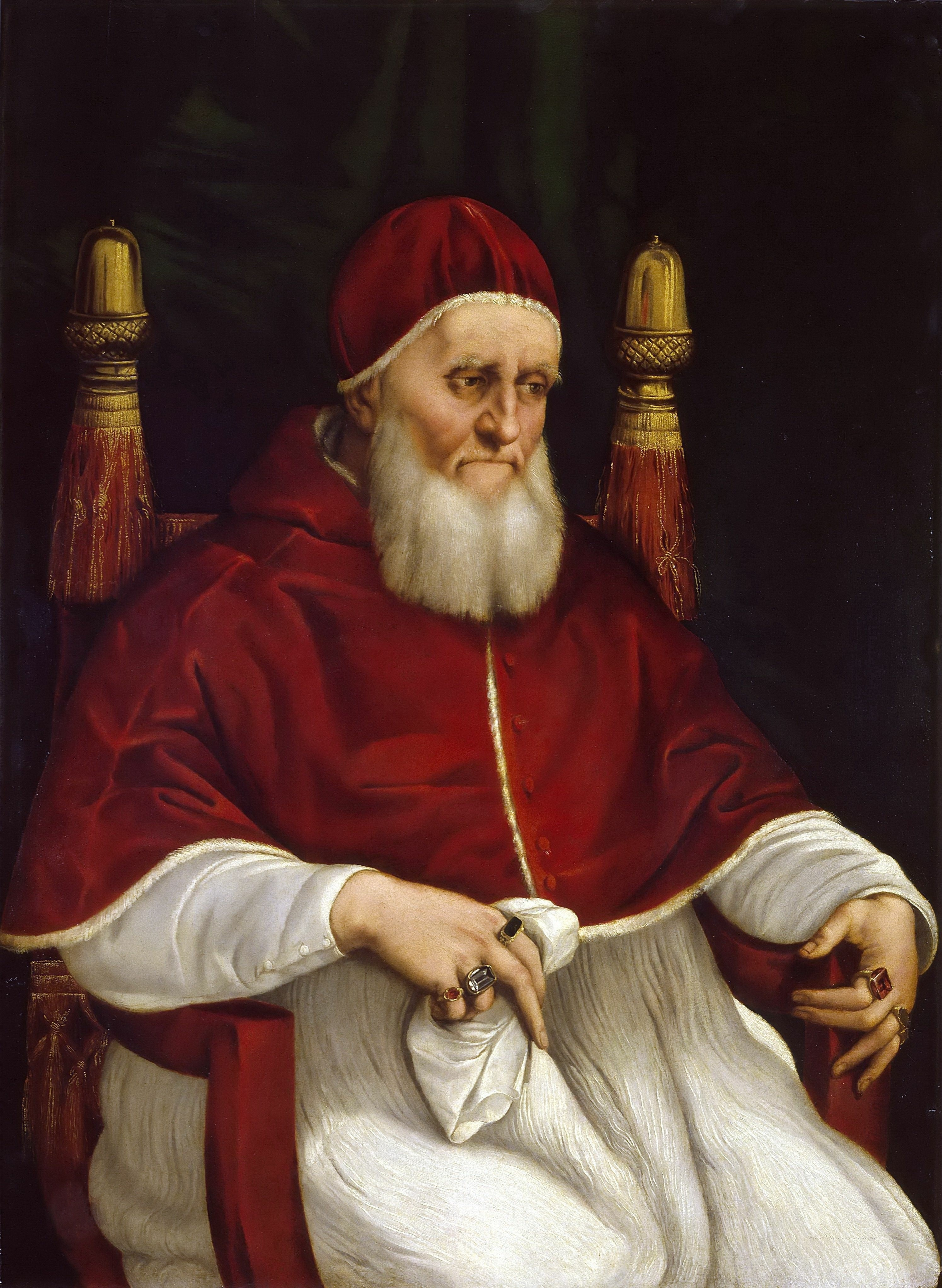
《教宗儒略二世像（英语：Portrait of Pope Julius II）》，1512年，收藏於佛羅倫斯烏菲茲美術館
《佩魯吉諾畫像（英语：Portrait of Perugino (Raphael)）》（Portrait of Perugino），1504年，收藏於佛羅倫斯烏菲茲美術館
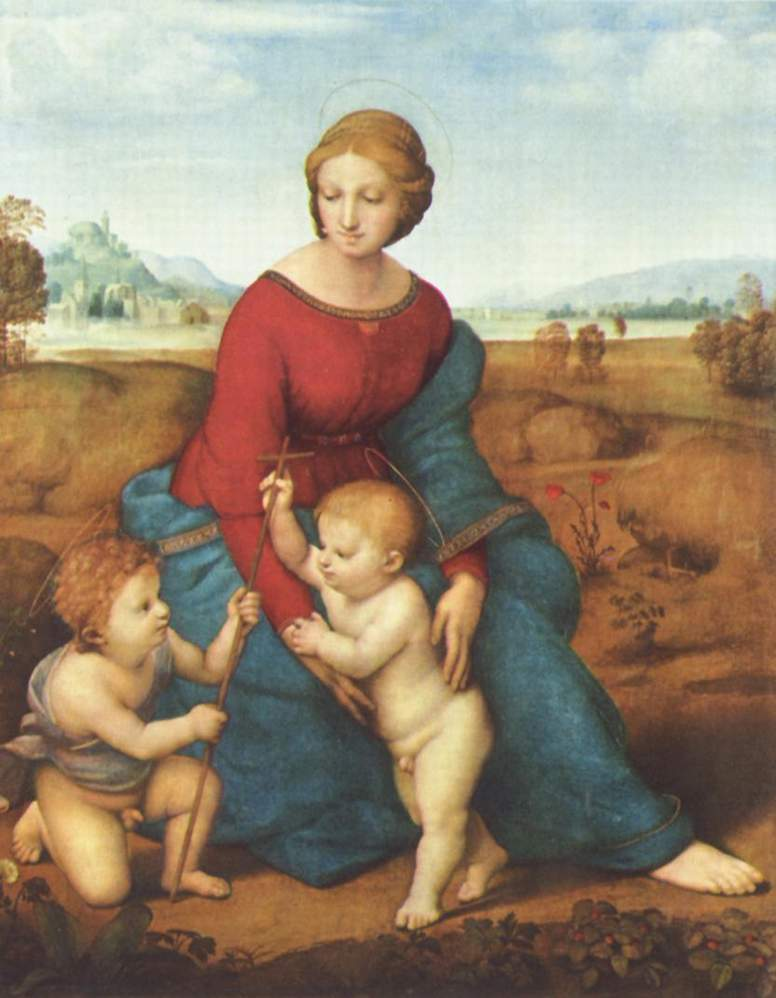
《草地上的聖母》（Madonna of the Meadow），1505年，收藏於奧地利維也納藝術史博物館
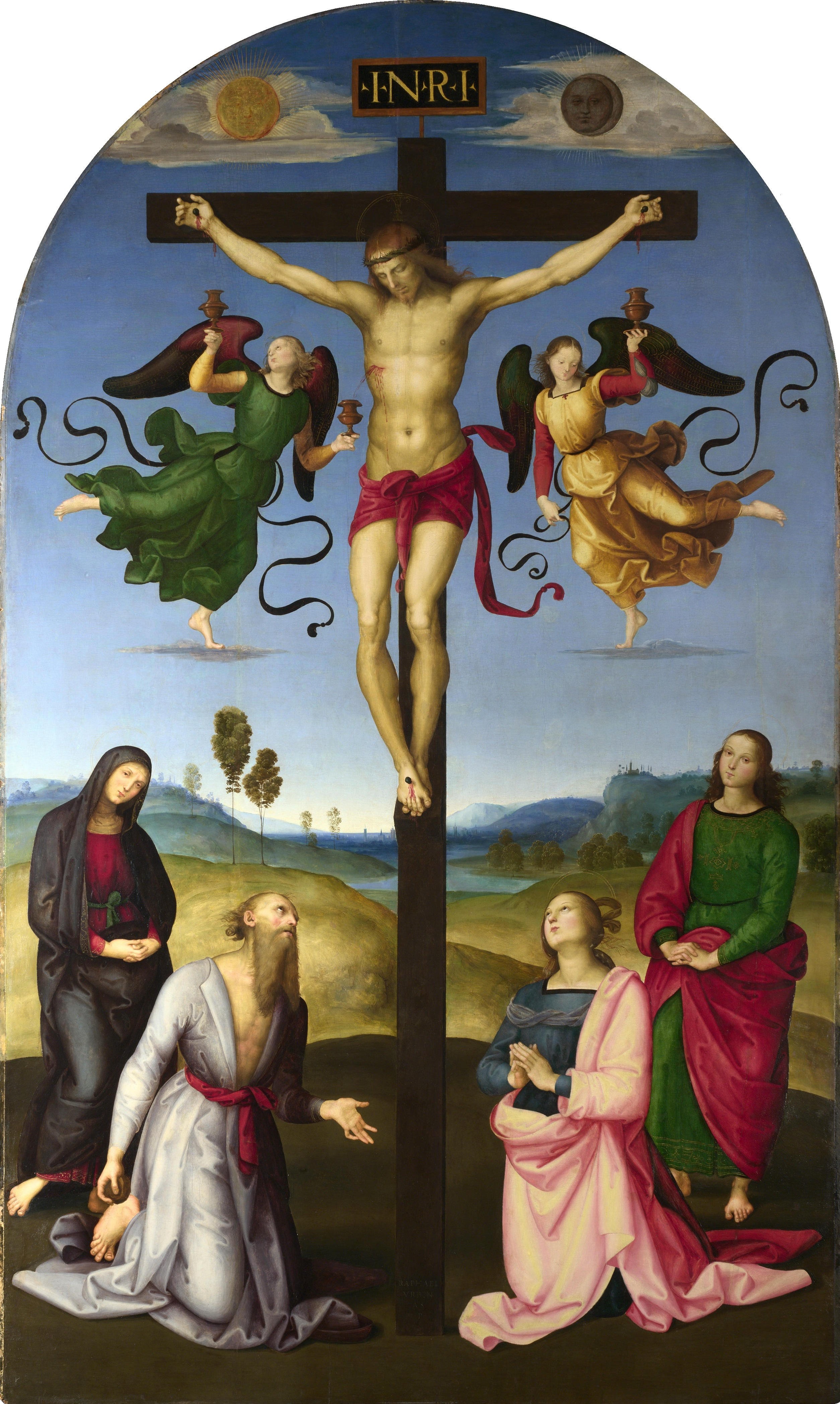
《被釘在十字架的基督（英语：Mond Crucifixion）》（The Mond Crucifixion），1503年，收藏於英國國家美術館
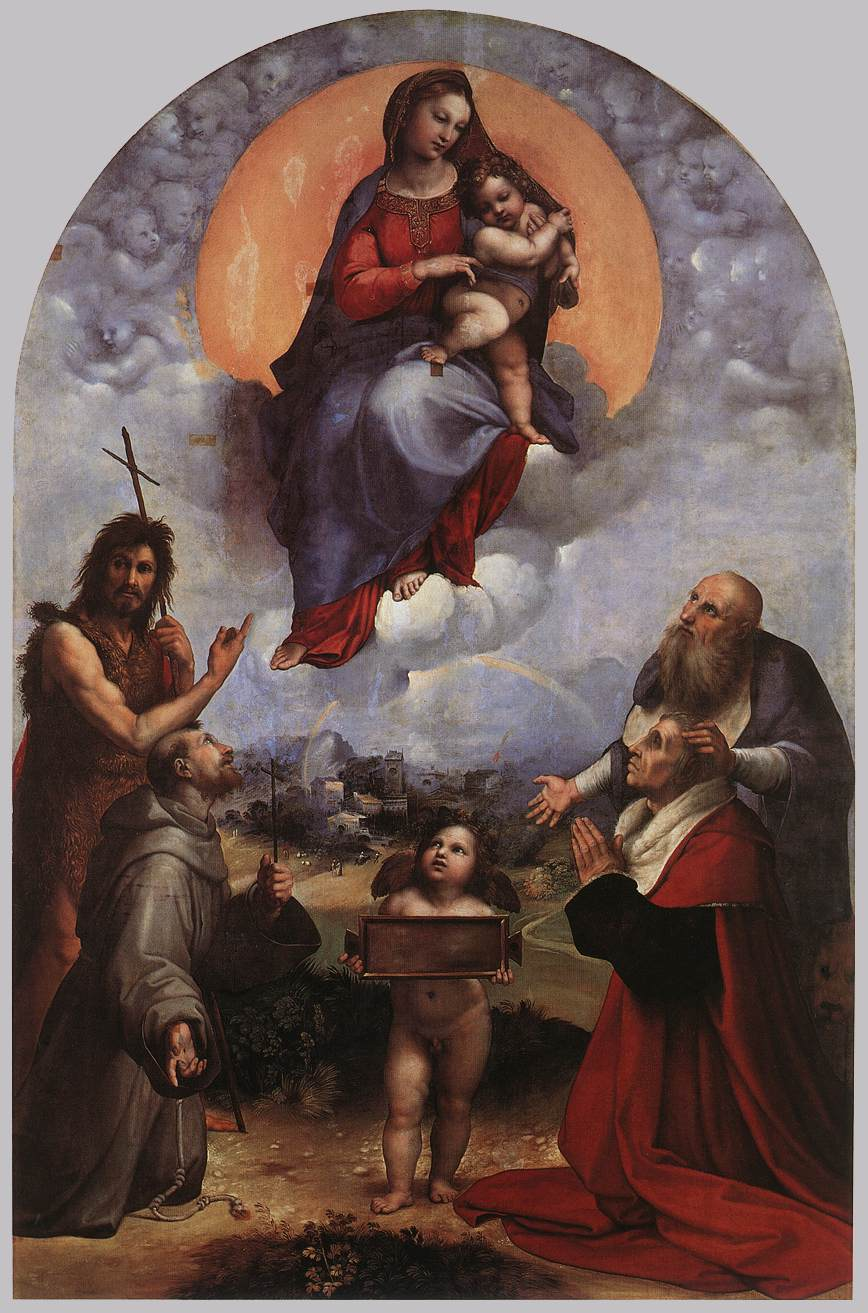
《佛利諾的聖母（英语：Madonna of Foligno (Raphael)）》（The Madonna of Foligno），1511年-1512年，收藏於梵蒂岡美術館
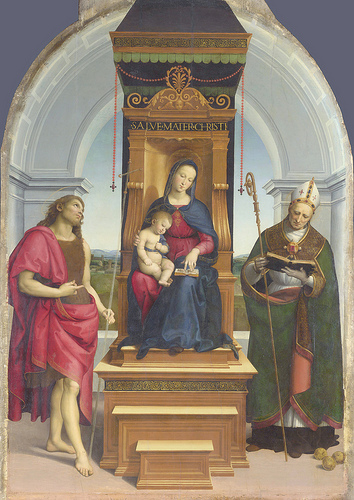
《安西帝聖母（英语：Ansidei Madonna）》（The Ansidei Madonna），1505年，收藏於英國國家美術館
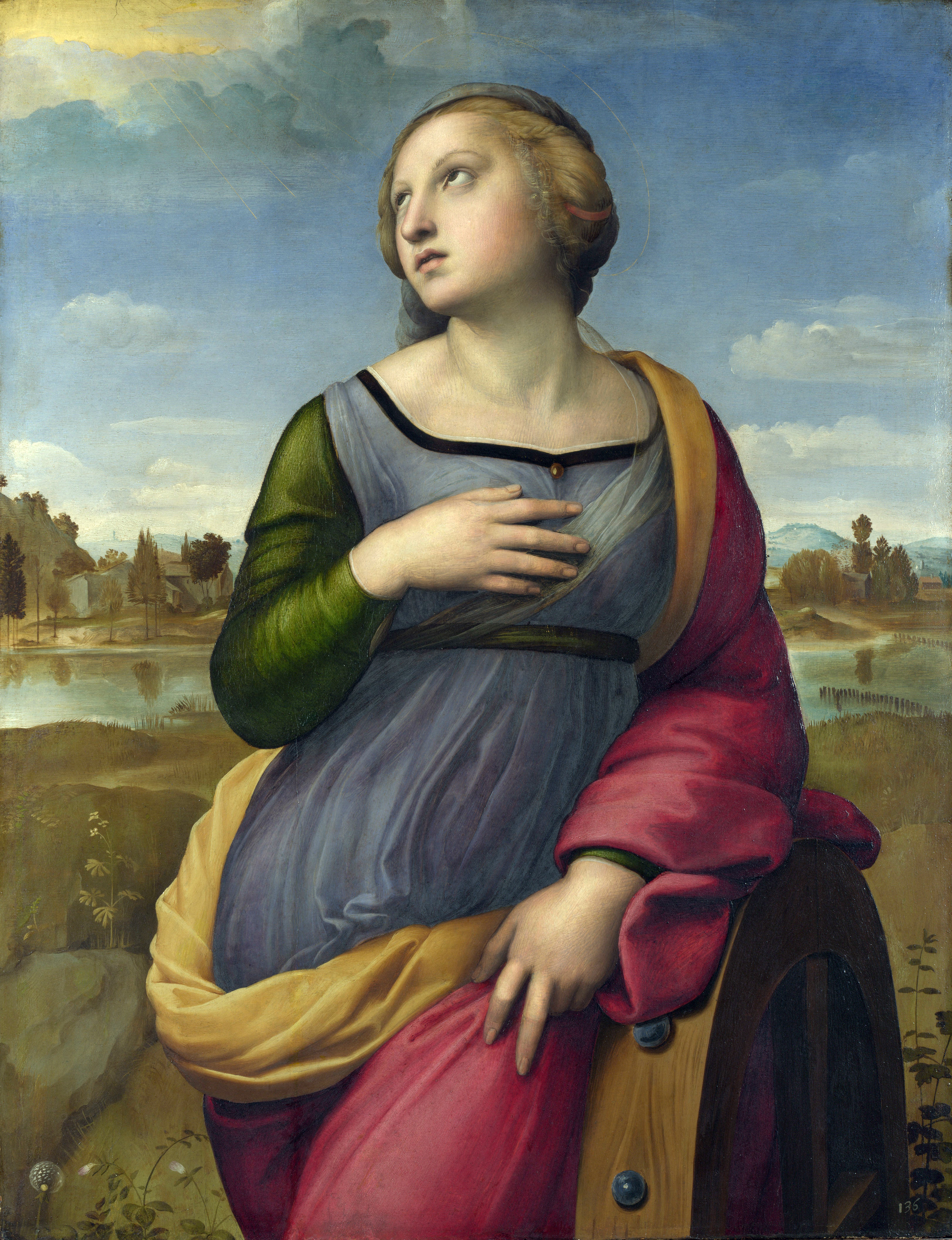
《亞歷山大的聖凱瑟琳（英语：Saint Catherine of Alexandria (Raphael)）》（Saint Catherine of Alexandria），1507年-1508年，收藏於英國國家美術館
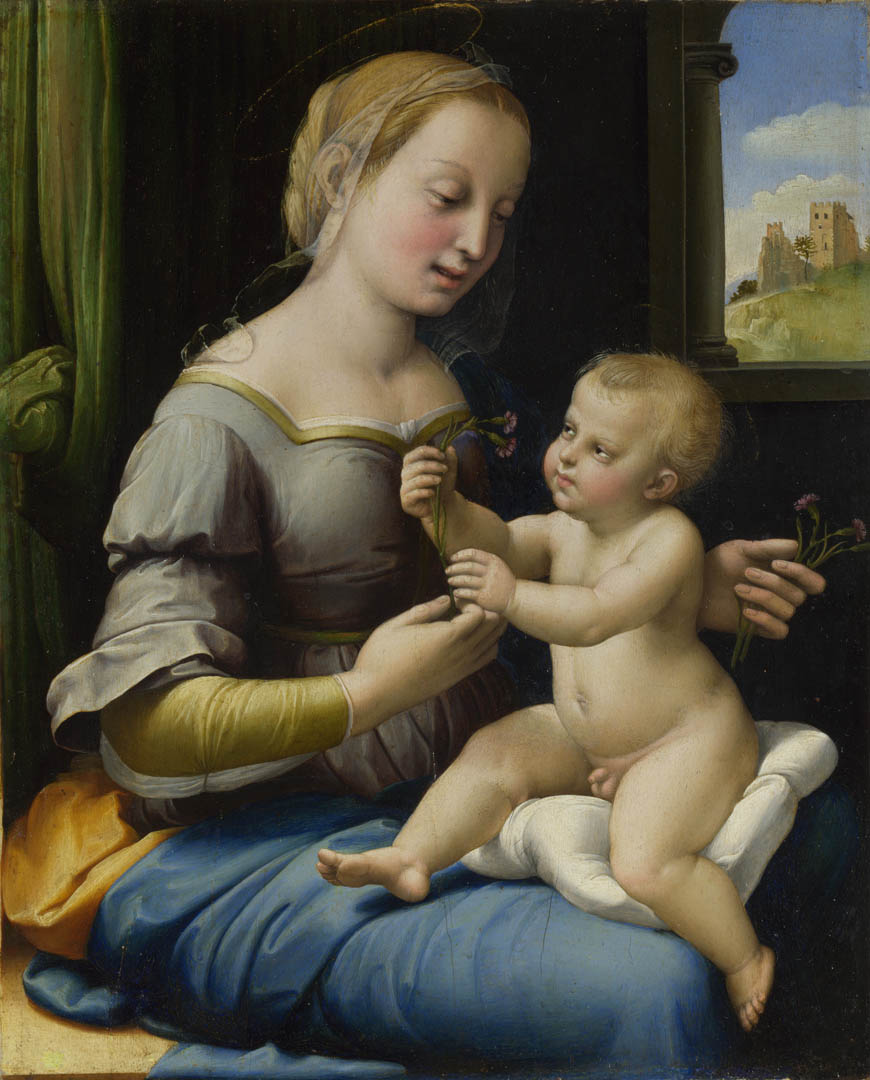
《粉紅色的聖母（英语：Madonna of the Pinks）》（The Madonna of the Pinks），1507年-1508年，收藏於英國國家美術館
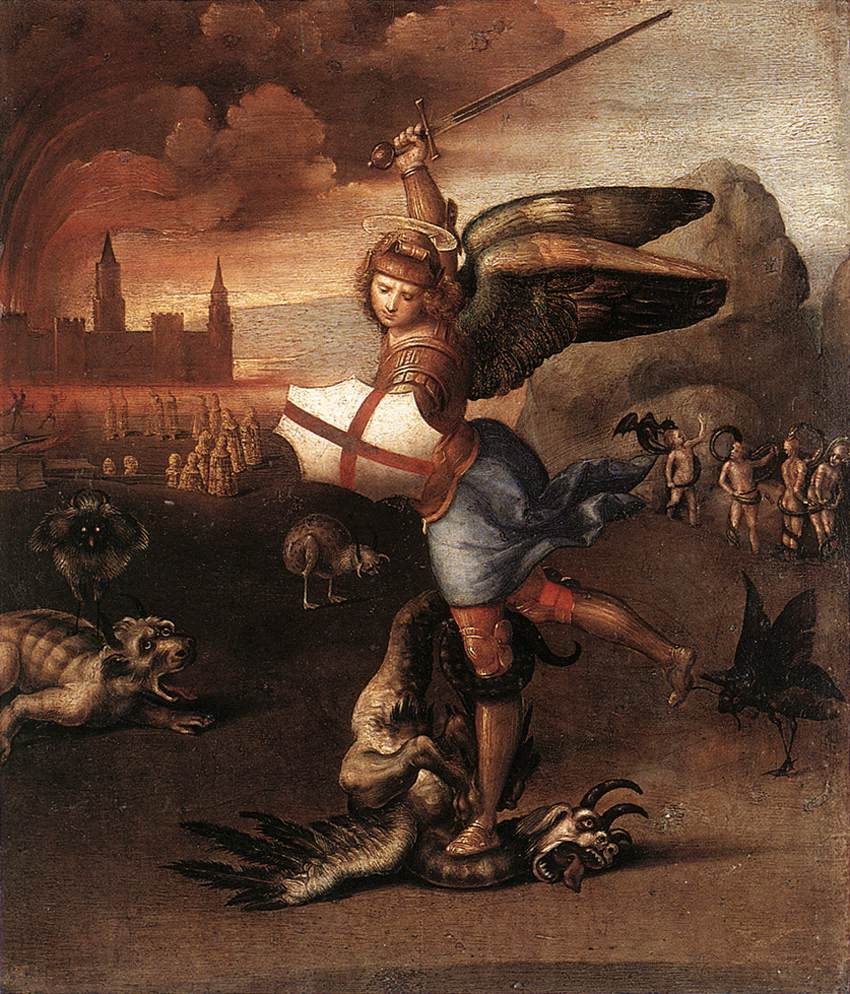
《聖米迦勒》（St Michael），1504年-1505年，收藏於羅浮宮
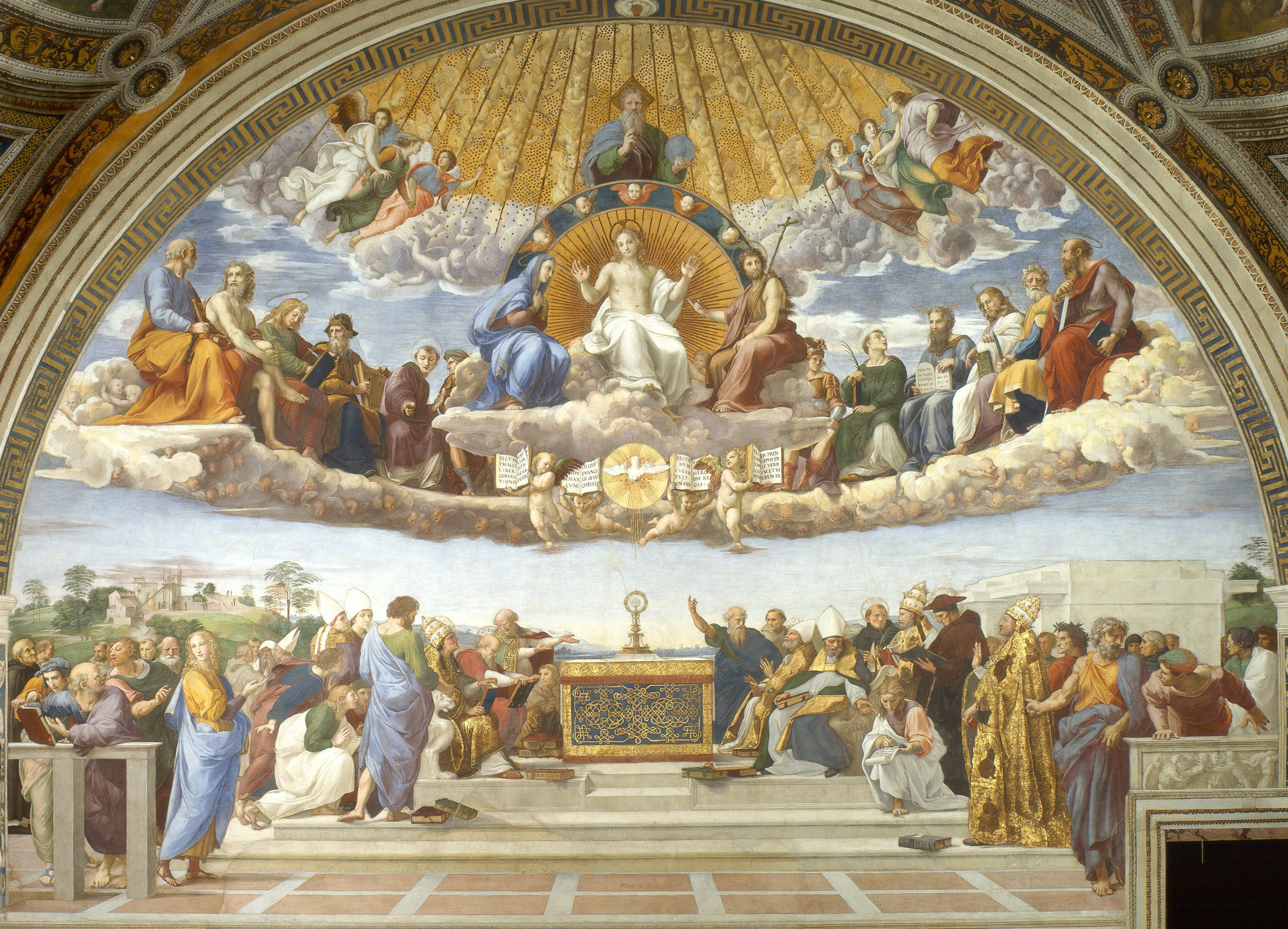
《聖禮的爭辯》（Disputation of the Sacrament），1509年-1510年，收藏於梵蒂岡宮簽字大廳
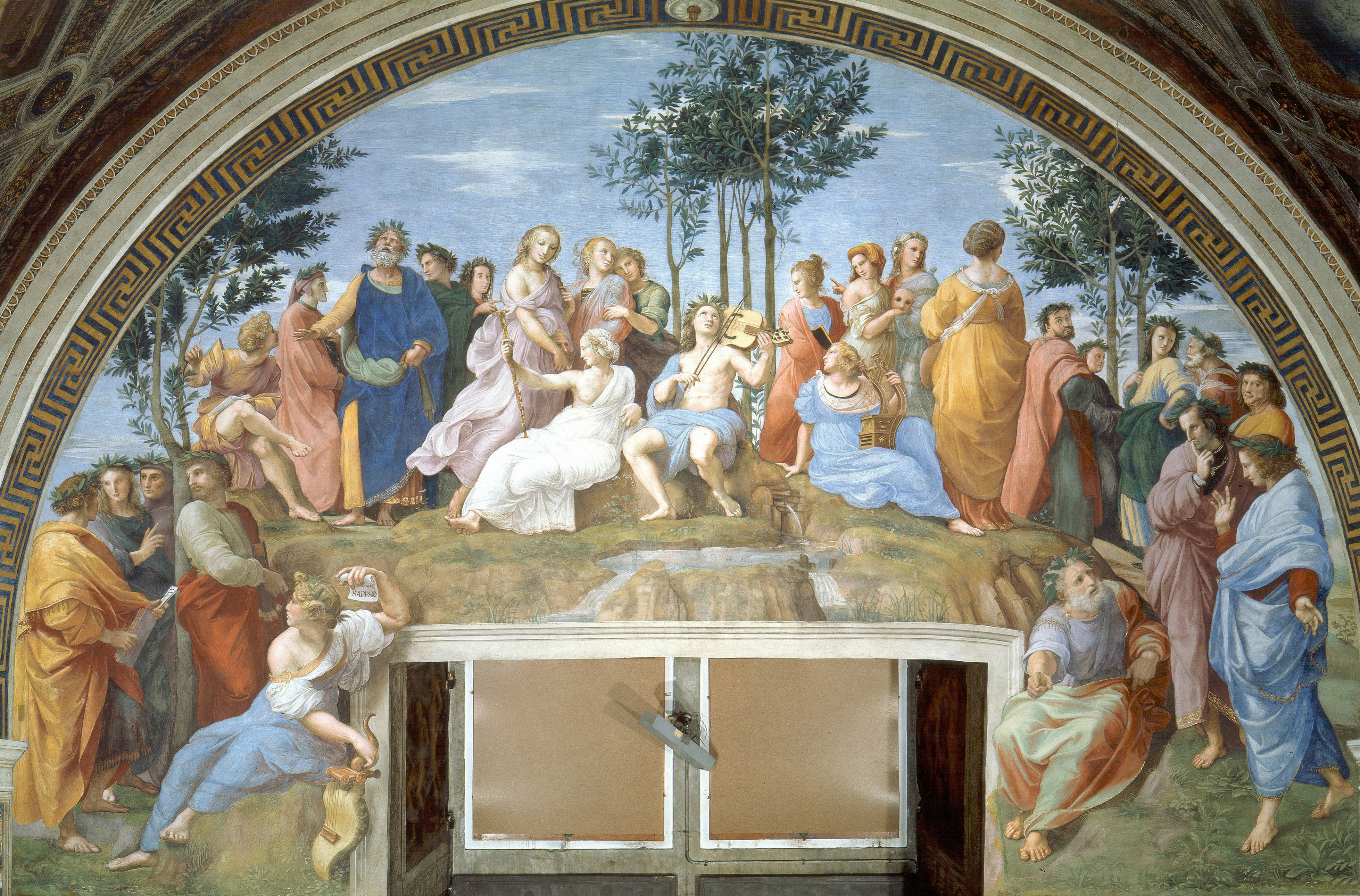
《帕納蘇斯山》（The Parnassus），1511年，收藏於梵蒂岡宮簽字大廳

## 擴展閲讀
- The standard source of biographical information is now: V. Golzio, Raffaello nei documenti nelle testimonianze dei contemporanei e nella letturatura del suo secolo, Vatican City and Westmead, 1971
- The Cambridge Companion to Raphael, Marcia B. Hall, Cambridge University Press, 2005, ISBN 0-521-80809-X,
- New catalogue raisonné in several volumes, still being published, Jürg Meyer zur Capellen, Stefan B. Polter, Arcos, 2001–2008
- Raphael. James H. Beck, Harry N. Abrams, 1976. LCCN 73-12198, ISBN 0-8109-0432-2
- Raphael, Pier Luigi De Vecchi, Abbeville Press, 2003. ISBN 0789207702
- Raphael, Bette Talvacchia, Phaidon Press, 2007. ISBN 9780714847863
- Raphael, John Pope-Hennessy, New York University Press, 1970, ISBN 0-8147-0476-X
- Raphael: From Urbino to Rome; Hugo Chapman, Tom Henry, Carol Plazzotta, Arnold Nesselrath, Nicholas Penny, National Gallery Publications Limited, 2004, ISBN 1-85709-999-0 (exhibition catalogue)
- The Raphael Trail: The Secret History of One of the World's Most Precious Works of Art; Joanna Pitman, 2006. ISBN 0091901715
- Raphael: A Critical Catalogue of his Pictures, Wall-Paintings and Tapestries, catalogue raisonné by Luitpold Dussler published in the United States by Phaidon Publishers, Inc., 1971, ISBN 0-7148-1469-5 (out of print, but an online version is here  （页面存档备份，存于）)
- Raphael at the Metropolitan: The Colonna Altarpiece （页面存档备份，存于）, Wolk-Simon, Linda. (2006). New York: The Metropolitan Museum of Art. ISBN 978-1588391889.
- Raphael and the Antique, Claudia La Malfa, Reaktion Books, 2020. ISBN 9781789141504